# Pietryłowicze
Pietryłowicze (biał. Пятрылавічы, Piatryławiczy; ros. Петриловичи, Pietriłowiczi) – wieś na Białorusi, w obwodzie mińskim, w rejonie stołpeckim, w sielsowiecie Litwa.

## Warunki naturalne
Wieś położona jest na obrzeżach Puszczy Nalibockiej i w pobliżu granicy Nalibockiego Rezerwatu Krajobrazowego.

## Historia
W dwudziestoleciu międzywojennym leżały w Polsce, w województwie nowogródzkim, w powiecie stołpeckim, w gminie Naliboki. W 1921 miejscowość liczyła 286 mieszkańców, zamieszkałych w 52 budynkach, w tym 153 Polaków i 133 Białorusinów. 285 mieszkańców było wyznania rzymskokatolickiego i 1 prawosławnego.
W czasie II wojny światowej 15 mieszkańców miejscowości dołączyło do Zgrupowania Stołpeckiego Armii Krajowej. W 1943 w ramach operacji Hermann wieś została zniszczona przez Niemców.
Po II wojnie światowej w granicach Związku Sowieckiego. Od 1991 w niepodległej Białorusi.

## Ludzie związani z miejscowością
- Kazimierz Gabruś Świerk (ur. w 1922 w Pietryłowiczach) – żołnierz Armii Krajowej, powstaniec warszawski[6]
- Antoni Czujko Brzeziński (ur. w 1924 w Pietryłowiczach) – żołnierz Armii Krajowej, powstaniec warszawski, po wojnie powrócił do Pietryłowicz i został skazany na 25 lat łagru za udział w powstaniu[7]